# Leptobrachium rakhinensis
Leptobrachium rakhinensis es una especie de anfibio anuro de la familia Megophryidae.

## Distribución geográfica
Esta especie habita:
- en la India en el estado de Meghalaya;
- en Bangladés;
- en Birmania.

## Etimología
Su nombre de especie, que consiste en rakhin y el sufijo latín -ensis, significa "que vive, que habita", y le fue dado en referencia al lugar de su descubrimiento, el estado de Rakhine.

## Publicación original
- Wogan, 2012 : A new species of Leptobrachium from Myanmar (Anura: Megophrydae). Zootaxa, n.º 3415, p. 23-36.[3]